# Konkurs Piosenki Interwizji 2025
Konkurs Piosenki Interwizji 2025 (ros. Интервидение-2025) odbędzie się 20 września 2025 roku w Live Arenie w Nowoiwanowskoju, osiedlu typu miejskiego w Rosji. Koncert zorganizuje rosyjski nadawca publiczny Pierwyj kanał we współpracy z Rządem Federacji Rosyjskiej. Będzie to drugi konkurs, który odbędzie się w Rosji.
Dwadzieścia państw weźmie udział w tej edycji konkursu. Lista potencjalnych uczestników ma składać się z „krajów przyjaznych Rosji”, choć specjalny przedstawiciel Prezydenta Federacji Rosyjskiej ds. międzynarodowej współpracy kulturowej Michaił Szwydkoj stwierdził, że „nie można wykluczyć udziału przedstawicieli państw wrogo nastawionych do siebie”.
3 lutego 2025 roku prezydent Rosji Władimir Putin wydał dekret zatwierdzający przeprowadzenie konkursu w 2025 na terenie Moskwy i obwodu moskiewskiego. 20 marca 2025 opublikowano dokument zatwierdzający, że Rząd Federacji Rosyjskiej przeznaczy 750 milionów rubli na przygotowanie i organizację konkursu w 2025. Dekretem prezydenta Rosji Władimira Putina premier Dmitrij Czernyszenko został ogłoszony przewodniczącym komitetu organizacyjnego, natomiast promocją konkursu miało zająć się Ministerstwo Spraw Zagranicznych Federacji Rosyjskiej.

## Tło
W 2008 roku po 28 latach przerwy po raz pierwszy ponownie zorganizowano Festiwal Interwizji, konkurs wzorujący się na Konkursie Piosenki Eurowizji który odbywał się w krajach bloku wschodniego w czasie istnienia żelaznej kurtyny. Ze względu na problemy organizacyjne kolejne próby organizacji następnych festiwali piosenki po jego wznowieniu w 2008 były wielokrotnie przekładane. W odpowiedzi na zwycięstwo Conchity Wurst na Eurowizji 2014, rosyjskie władze planowały ponownie wznowić Interwizję w Soczi jako alternatywę dla Eurowizji. Początkowo rozpoczęcie odnowionego konkursu zaplanowano na 2014 rok, później zostało one opóźnione do 2015. Ostatecznie konkurs się nie odbył. 
17 listopada 2023 Minister kultury Federacji Rosyjskiej Olga Lubimowa oraz dyrektor generalny Pierwyj kanału Konstantin Ernst oficjalnie zapowiedzieli, że podejmą inicjatywę odrodzenia formatu Interwizji, nie ukrywając przy tym że główną motywacją do tego działania było usunięcie rosyjskich członków z Europejskiej Unii Nadawców ze względu na Inwazję Rosji na Ukrainę, a co za tym idzie – także Rosji z samego konkursu Eurowizji w 2022. 25 lutego 2025 roku potwierdzono, że Ministerstwo Spraw Zagranicznych Federacji Rosyjskiej zapewni wsparcie organizacyjne i techniczne.

## Lokalizacja

### Miejsce i data organizacji konkursu
29 grudnia 2023 premier Rosji Michaił Miszustin ogłosił plany organizacji festiwalu Interwizji w 2024 roku w Petersburgu, jednak 21 marca 2024 rząd Federacji Rosyjskiej zmienił lokalizację planowanego wydarzenia na Moskwę. Rząd Rosji zaplanował wydanie 600 milionów rubli na organizację festiwalu. 13 lipca 2024 specjalny przedstawiciel Prezydenta Federacji Rosyjskiej ds. międzynarodowej współpracy kulturowej Michaił Szwydkoj potwierdził, że konkurs został przełożony na 2025 rok:
„Mamy nadzieję że pierwsza »Interwizja« po powrocie odbędzie się na początku 2025 roku. Dogadamy wszystkie szczegóły współpracy pomiędzy lokalnymi nadawcami i radiostacjami w Moskwie. Tak jak mówiłem, na początku 2025 roku, finał odbędzie się w Moskwie.”
21 kwietnia 2025 Ministerstwo Spraw Zagranicznych Federacji Rosyjskiej poinformowało, że Live Arena, która może pomieścić do 11 000 widzów w Nowoiwanowskoju na obrzeżach Moskwy będzie miejscem organizacji konkursu. 

## Organizacja

### Motyw graficzny i slogan
16 maja 2025 organizatorzy ujawnili motyw graficzny konkursu który opiera się na rombie inspirowanym rosyjskim suprematyzmem, symbolizującym równowagę i strukturę w zmieniającym się świecie. Z rombu rozchodzą się linie przypominające fale dźwiękowe, co podkreśla muzyczny charakter wydarzenia. Logo wykorzystuje gradient obrazując świt nowej ery i ducha innowacji. Całość uzupełnia dynamiczna czcionka oraz flaga Rosji w centrum, podkreślając zarówno energię konkursu, jak i jego międzynarodową misję jednoczenia kultur. Tego samego dnia ujawniono slogan Music in the Heart of Your Country, który według organizatorów podkreśla jednoczący charakter wydarzenia poprzez muzykę i który sprawia, że „miliony serc biją w zgodzie”.

## Uczestnicy
7 lipca 2024 specjalny przedstawiciel Prezydenta Federacji Rosyjskiej ds. międzynarodowej współpracy kulturowej Michaił Szwydkoj stwierdził w rozmowie z rosyjskimi mediami, że udział potwierdziło około 12 państw: „Wiemy już, że kilkanaście krajów zgodziło się wziąć udział; w tym Chiny, kraje Wspólnoty Niepodległych Państw, kraje Szanghajskiej Organizacji Współpracy, szereg krajów Ameryki Łacińskiej i Karaibów”. 
We wrześniu 2024 zainteresowanie udziałem w konkursie według Szwydkoja miało wyrazić około 20 państw. Z kolei pod koniec grudnia 2024 według ministra spraw zagranicznych Federacji Rosyjskiej Siergiej Ławrowa swoją gotwość miało już zapewnić ponad 25 krajów, w tym wiele państw Ameryki Łacińskiej.  
Do finału według założeń rządowego projektu może zostać wybranych co najmniej 14 państw uczestniczących i kraj organizujący – Rosja.
12 czerwca podczas konferencji prasowej organizatorzy ogłosili publicznie listę 20 krajów, które potwierdziły udział w konkursie, a udział Madagaskaru potwierdzono 25 lipca, przez co lista państw uczestniczących wzrosła do 21. 19 sierpnia potwierdzono wycofanie się Azerbejdżanu i Zjednoczonych Emiratów Arabskich, a 20 sierpnia potwierdzono udział Etiopii i Kenii.
Następujące kraje wezmą udział w konkursie:
| Kraj              | Wykonawca                       | Utwór                                 | Język              |
| ----------------- | ------------------------------- | ------------------------------------- | ------------------ |
| Arabia Saudyjska  | Zena Emad                       |                                       |                    |
| Białoruś          | Nascia Krauczanka               | „Motylok” (Мотылёк)                   | rosyjski           |
| Chiny             | Xi Wang                         |                                       |                    |
| Egipt             | Mustafa Saad                    |                                       |                    |
| Etiopia           |                                 |                                       |                    |
| Indie             |                                 |                                       |                    |
| Katar             | Dana Al Meer                    |                                       |                    |
| Kazachstan        | Amre                            | „Swiet stiepi” (Свет степи)           | kazachski          |
| Kenia             |                                 |                                       |                    |
| Kirgistan         | Nomad                           | „Dżalgyz saga” (Жалгыз сага)          | kirgiski, rosyjski |
| Kolumbia          | Nidia Góngora                   |                                       |                    |
| Kuba              | Zulema Iglesias Salasar         | „Guaguancó”                           | hiszpański         |
| Madagaskar        | Denise i D-Lain                 | „Tiako hanjeky”                       | malgaski           |
| Południowa Afryka |                                 |                                       |                    |
| Rosja             | Shaman                          | „Priamo po sierdcu” (Прямо по сердцу) | rosyjski           |
| Serbia            | Slobodan Trkulja i Balkanopolis |                                       |                    |
| Stany Zjednoczone | sierpień 2025                   |                                       |                    |
| Tadżykistan       | Farruch Hasanow                 |                                       | rosyjski           |
| Uzbekistan        | Szochruch Ganijew               |                                       |                    |
| Wenezuela         | Omar Acedo                      | „La fiesta de la paz”                 | hiszpański         |
| Wietnam           | Đức Phúc                        |                                       |                    |

## Pozostałe kraje
- Armenia – choć pierwotnie informowano, że wszystkie kraje należące do Wspólnoty Niepodległych Państw potwierdziły już swój udział w konkursie[134][135][136], to 6 kwietnia 2025 specjalny przedstawiciel Prezydenta Federacji Rosyjskiej ds. międzynarodowej współpracy kulturowej Michaił Szwydkoj stwierdził, że 7 kwietnia uda się on na spotkanie z minister kultury Armenii Żanną Andreasian(inne języki), aby dowiedzieć się w jakim stopniu Armenia jest gotowa wziąć udział w konkursie[137]. Ostatecznie kraj nie znalazł się na liście państw uczestniczących[54][55].
- Azerbejdżan – początkowo kraj znajdował się na liście krajów uczestniczących[54][55], jednak 30 czerwca 2025 Ministerstwo Kultury Azerbejdżanu(inne języki) odwołało wszystkie rosyjskie koncerty, wystawy i festiwale, które miały odbyć się na terytorium Azerbejdżanu, co wywołało podejrzenia wśród fanów Interwizji, że kraj może wycofać się z udziału w konkursie, szczególnie gdy za ich udział zapewne miało odpowiadać właśnie Ministerstwo Kultury Azerbejdżanu. 20 lipca dyrektorka działu marketingu i komunikacji Interwizji Anastasija Grigoriewa poinformowała, że wbrew plotkom krążacym w internecie Azerbejdżan nie poinformował organizatorów, jakoby planował wycofać się z udziału[138], lecz 16 sierpnia Life.ru – jeden z największych portali internetowych w Rosji, w sporządzonym przez siebie artykule, który podsumowuje aktualne informacje o Interwizji 2025 wspomniał o 20 państwach, jednocześnie pomijając Azerbejdżan[139]. 19 sierpnia poinformowano, że kraj zrezygnował z udziału w konkursie[140].
- Boliwia – 26 kwietnia 2024 roku minister spraw zagranicznych Federacji Rosyjskiej Siergiej Ławrow potwierdził rosyjskim mediom, że rząd Boliwii został zaproszony do organizacji debiutu Boliwii w konkursie[141], lecz na ten moment nie potwierdzili oni jeszcze czy są zainteresowani udziałem[142].
- Brazylia[143][144]
- Iran[145][146][147]
- Korea Północna – 23 lipca 2025 biuro prasowe Interwizji poinformowało, że organizatorzy w ramach przygotowań konkursowych przesłali do przedstawicieli rządu Korei Północnej zaproszenie do udziału w konkursie. Udzielony komentarz brzmi następująco: „W ramach przygotowań do konkursu rozesłano zaproszenia, m.in. do Korei Północnej. Aby uzyskać aktualne informacje o konkursie, należy śledzić oficjalne źródła medialne”[148]. Obecnie nie wiadomo czy Korea Północna zostanie dodana do listy uczestników, a także czy w ogóle odpowiedziała na zaproszenie.
- Meksyk – 19 kwietnia 2025 ambasador Meksyku w Moskwie Eduardo Villegas Mejias w wywiadzie potwierdził, że Meksyk weźmie udział w konkursie i podkreślił, że według jego informacji decyzja w sprawie wyboru reprezentanta raczej nie zapadnie przed przełomem czerwca i lipca[149][150]. Ostatecznie kraj nie znalazł się na liście państw uczestniczących[54][55].
- Pakistan[151][152]
- Tajlandia[153][154]
- Turkmenistan[155][9][10]
- Ukraina – 26 maja 2025 Ministerstwo Spraw Zagranicznych Ukrainy(inne języki) oświadczyło, że postrzega konkurs jako narzędzie rosyjskiej propagandy wykorzystywane do wybielania agresywnej polityki rosyjskiego reżimu. Ministerstwo poleciło swoim zagranicznym misjom dyplomatycznym podjęcie środków „politycznej i dyplomatycznej reakcji” wobec państw, które zamierzają wziąć udział w Interwizji. Celem tych działań jest wycofanie się z konkursu krajów, z którymi Ukraina utrzymuje co najmniej neutralne stosunki[156].
- Węgry – 6 kwietnia 2025 specjalny przedstawiciel Prezydenta Federacji Rosyjskiej ds. międzynarodowej współpracy kulturowej Michaił Szwydkoj poinformował, że trwają negocjacje z rządem Węgier w sprawie udziału w konkursie[12][157][158].
- Zjednoczone Emiraty Arabskie – początkowo kraj znajdował się na liście krajów uczestniczących[54][55], jednak 19 sierpnia poinformowano, że zrezygnował z udziału w konkursie[140]. Mimo tego, dyrektor Departamentu Wielostronnej Współpracy Humanitarnej i Stosunków Kulturalnych Ministerstwa Spraw Zagranicznych Rosji Aleksandr Alimow poinformował, że „organizatorzy liczą również na kreatywny udział artysty ze  Zjednoczonych Emiratów Arabskich”[62].

### Inne potencjalne kraje, które mogły wziąć udział
Lista krajów, które organizatorzy publicznie wymienili jako te, których rządy zostaną zaproszone do udziału w konkursie :

- Etiopia
- Słowacja

## Nadawcy publiczni
- Białoruś – Biełaruś-1[162][163]
- Rosja – Pierwyj kanał[164][165]